# Live on the Inside
Live on the Inside é um álbum de estúdio de Sugarland.